# Rosario Central
Club Atlético Rosario Central (normalt bare kendt som Rosario Central) er en argentinsk fodboldklub fra byen Rosario. Klubben spiller (pr. 2010) i landets næstbedste liga, Primera B Nacional, men har traditionelt været et storhold i den bedste liga, Primera División de Argentina. Holdet har hjemmebane på stadionet Estadio Gigante de Arroyito.
Central har fire gange, i 1971, 1973, 1980 og 1987 vundet det argentinske mesterskab, og i 1995 blev det desuden til triumf i den nu nedlagte sydamerikanske turnering, Copa Conmebol.
Centrals store rivaler er det andet Rosario-hold, Newell's Old Boys.

## Titler
- Argentinsk mesterskab (4): 1971 (Nacional), 1973 (Nacional), 1980 (Nacional), 1987

## Kendte spillere
- Roberto Carlos Abbondanzieri
- Roberto Acuña
- Rodolfo Arruabarrena
- Celso Ayala
- José Chamot
- Kily González
- Mario Kempes
- Tati Montoya
- Juan Antonio Pizzi
- Pablo Sánchez
- Paulo Wanchope
- Ángel di María
- César Delgado

## Danske spillere
- Ingen